# Сахаров Олександр Андрійович
Олександр Андрійович Сахаров (7 [19] квітня 1865, село Кудеїха — липень 1942, Москва) — російський і радянський есперантист, видавець, викладач   Есперанто.

## Життєпис
Навчався в Симбірській класичній гімназії. Прибувши в 1907 році в Москву, Сахаров заснував там Книжковий магазин «Есперанто» (Librejo Esperanto ) і Московський інститут есперанто. У 1909–1917 був головним редактором і видавцем журналу La Ondo de Esperanto . Також брав участь в керівництві Московським есперанто-товариства, яке протягом декількох років перебувало в його квартирі. Після революції продовжував перевидання своїх підручників і словників і брав активну участь в роботі Союзу есперантистів радянських республік .

### Ранні роки життя
У 1875 році Сахаров став учнем середньої школи і в 1885 р. успішно закінчив Симбірську класичну гімназію. У серпні того ж року вступив на математичний факультет Казанського університету, в 1890 р. закінчив університет. У 1891 р. отримав посаду канцелярського службовця в Симбірській Казенній палаті. У 1893–1907 рр. працював фінансовим інспектором в місті Ардатові Ардатовського повіту Симбірської губернії. У 1904 році познайомився з есперанто.

### Есперантист
У 1907 році Сахаров взяв участь в III всесвітньому конгресі есперантистів, що пройшов з 30 липня (12 серпня) по 4 (17) серпня в Кембриджі. Про конгрес і поїздку він розповів в журналі Ruslanda Esperantisto, на зворотному шляху провів місяць в Парижі, де ознайомився з видавництвами, що випускали літературу на есперанто, і домовився про постачання книг і журналів для запланованого магазину. Потім побував у Берліні, де відвідав видавництво Möller & Borel (Möller & Borel ). У Сахарова визріла ідея заснувати в Росії есперанто-магазин і почати видання журналу на есперанто (майбутнього La Ondo de Esperanto). Далі Сахаров відвідав Вільну, щоб познайомитися з В. Н. Девятніним (V. Devjatnin ), після чого повернувся в Ардатов. Звільнившись з посади, поїхав в Казань, де взяв участь у публічній лекції про есперанто. Там він розповів, в присутності чотирьох сотень людей, про свою подорож. Про лекції повідомили деякі газети.
У жовтні 1907 Сахаров приїхав в Москву з наміром заснувати книгарню. Майже через місяць відвідав Санкт-Петербург. Згодом він багато спілкувався і співпрацював з петербурзькими есперантистами, однак основна його діяльність була в Москві.

### Початок в Москві
Повернувшись з Санкт-Петербурга, Сахаров зайнявся виданням нового журналу. Через відсутність в Москві друкарень, що мали есперанто-шрифт, було вирішено випустити перший номер в Казані. Однак дозвіл казанського губернатора отримано не було.
Одночасно Сахаров переселився в чотирикімнатну квартиру в Козіхинському провулку; в одній кімнаті він розмістив книжковий склад. Отримавши дозвіл заснувати магазин, Сахаров звернувся до фірми Möller & Borel за поставками книг. Одночасно з Ардатові прибув тираж книг на есперанто. Книжковий магазин «Есперанто» (Librejo Esperanto ) був заснований. Першим відвідувачем був поліцейський, який прийшов досліджувати новий магазин.
Згідно з попередньою домовленістю, 27 листопада В. Н. Девятнін надіслав Сахарову рукопис. Сахаров заплатив автору триста рублів. Це був перший гонорар есперантського письменникові в Росії.

### 1908р.
У травні 1908 року Сахаров перемістив магазин на одну з головних вулиць Москви — Тверську. Влітку книжковий магазин «Есперанто» випустив свій перший каталог, який був першим есперантським книжковим каталогом в Росії.
В середині року Сахаров зайнявся виданням творів В. Н. Девятніна. Друкарня перебувала в Казані через відсутність в Москві друкарні з есперанто-шрифтом. Друкування йшло дуже повільно, тому що кожен лист гранок посилали з Казані в Москву, а далі Сахаров пересилав його автору в Вільну.
Одночасно Сахаров зайнявся новим есперанто-журналом. Справа була дуже складною, тому що потрібна була друкарня, яка мала у своєму розпорядженні б есперантський шрифт або наголос. Крім того, обов'язково потрібно отримати офіційний дозвіл видавати газету. Московська влада не дали дозволу через відсутність цензорів, які знають есперанто.
Незабаром московський поліцмейстер отримав телеграму від міністра до наказу виконати прохання Сахарова про видання журналу, якщо воно було відхилене тільки через відсутність цензорів.

### 1909р.
Для першого номера Казімєж Беін переклав оповідання Є. Н. Чирикова «В тюрмі». Оповідання було надруковане в перших трьох номерах La Ondo de Esperanto і одночасно окремо видане накладом 10 000 примірників за ціною в десять копійок. Книга була першим виданням книгарні «Есперанто». Перекладачеві був виплачений невеликий гонорар. Також в першому номері була надрукована велика двомовна стаття професора філології Московського університету Р. Ф. Брандта. Сам Сахаров теж написав статтю. У лютому журнал був надрукований накладом 10 000 примірників.
Поява журналу спонукало газету «Русское слово», що мала понад мільйон передплатників, надрукувати 8 (21) березня 1909 року в номері 55 велику статтю про есперанто. Другий номер La Ondo de Esperanto був виданий накладом 3 000 примірників — тоді ніяке періодичне видання на есперанто не мало понад 2 000 передплатників.
Також на початку року Сахаров купив у Л. Заменгофа весь тираж Есперанто-російського словника (Esperanto-rusa vortaro ). Так Книжковий магазин «Есперанто» став ніби видавцем словника.

## Публікації Сахарова
- Російсько-есперантський словник[eo][6]
- Повний есперанто-російський словник[eo][7]
- Підручник Міжнародна мова есперанто[eo] (Internacia lingvo Esperanto )[8]
- Автобіографічний роман Спогади стовідсоткового есперантиста[eo] (Rememoroj de centprocenta esperantisto )[2]
- Збірник статей «На шляху до братання народів» (есп. Sur vojo al kunfratiĝo de popoloj)
- Розповідь «надсильного амбіція» (есп. Superforta ambicio)
- Значення акціонерних товариств для есперанто-руху (есп. Signifo de akciaj societoj por E-movado)[3]